# Trassenmoor
Trassenmoor – przystanek kolejowy w Trassenheide w Meklemburgii-Pomorzu Przednim w Niemczech. Znajduje się na linii kolejowej do Peenemünde. 

## Połączenia
Na stacji zatrzymują się wszystkie pociągi. W sezonie pociągi UBB kursują do stacji Zinnowitz co godzinę

## Zobacz też

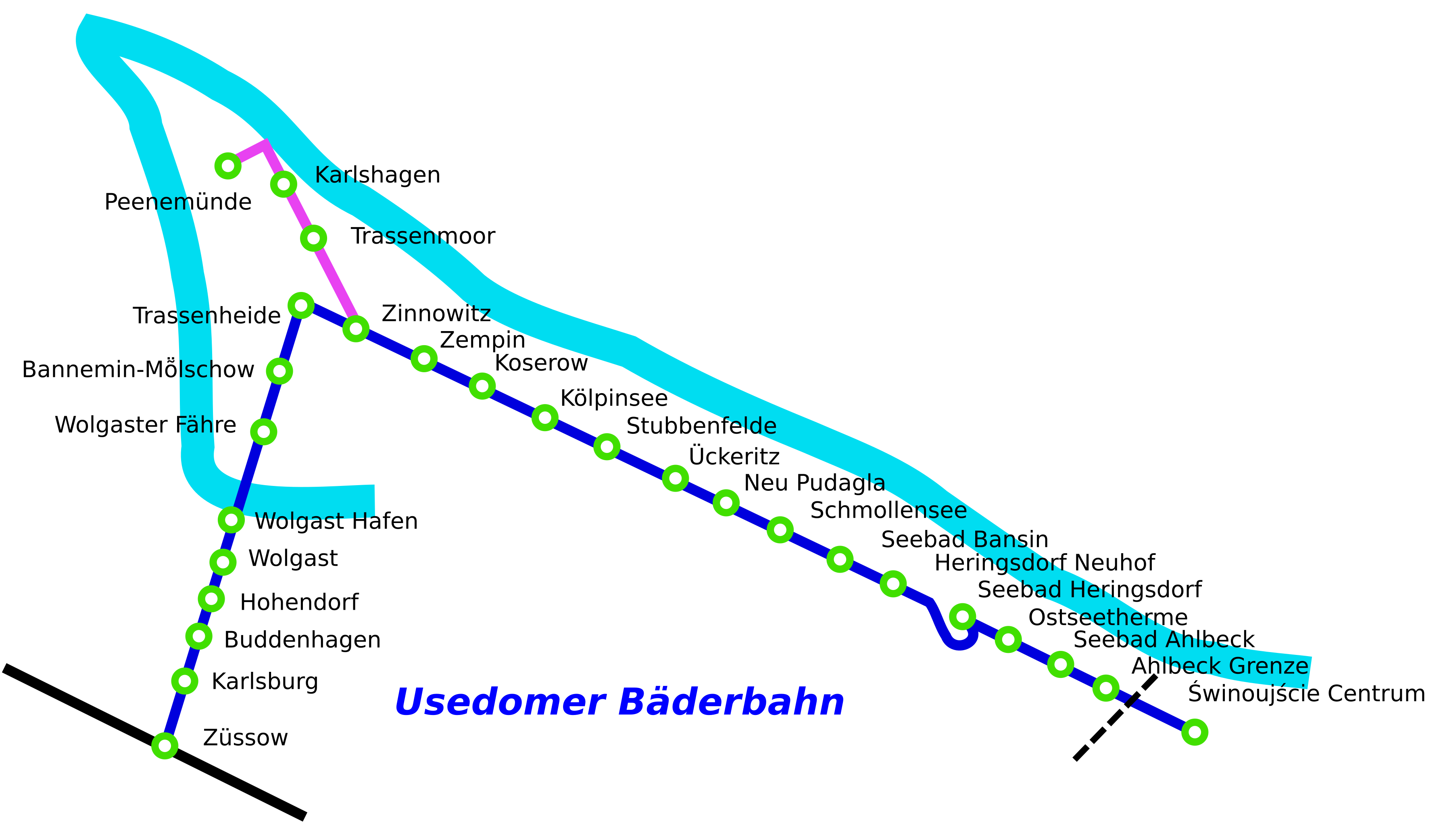
Kolej UBB na wyspie Uznam